# Pelago

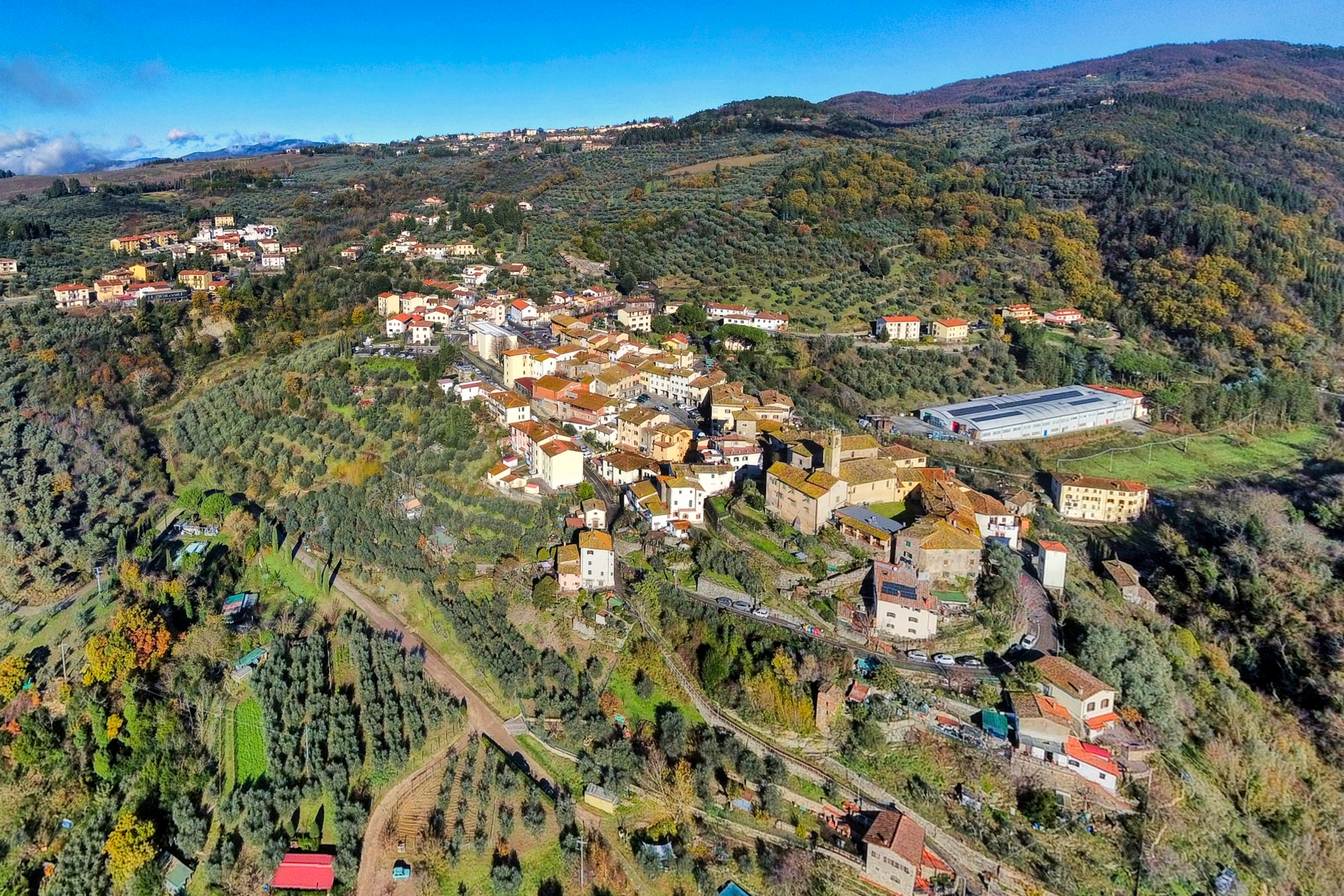
Una vista aerea del villaggio

Pelago (Pèlago, IPA: /ˈpɛlaɡo/) è un comune italiano di 7 886 abitanti della città metropolitana di Firenze in Toscana.
Appartiene alla Unione di Comuni Valdarno Valdisieve (già Comunità montana Montagna Fiorentina).

## Geografia fisica

### Territorio
Pelago si estende per circa 54 chilometri quadrati tra l'Appennino, Pratomagno e la Valdisieve; dista circa 25 chilometri da Firenze e si trova tra gli 89 e i 1150 m s.l.m. Il territorio presenta caratteristiche sia montane sia collinari con una campagna coltivata sia ad ulivi sia a viti intervallata dalla presenza di foreste.
Più precisamente il comune è compreso tra il corso dell'Arno e quello della Sieve ed è crocevia di collegamenti, stradari e ferroviari, con i comuni limitrofi.
I confini sono segnati dai fiumi sopra menzionati (la Sieve con Pontassieve; l'Arno con Rignano sull'Arno) e dal torrente Vicano di Sant'Ellero (Reggello). Da Pelago passa anche il torrente Vicano di Pelago.
Vista la morfologia del territorio sono presenti numerosi corsi d'acqua che si diramano in tutte le direzioni.
- Classificazione sismica: zona 2 (sismicità medio-alta), Ordinanza PCM 3274 del 20/03/2003

### Clima
- Classificazione climatica: zona E, 2238 GG
- Diffusività atmosferica: alta, Ibimet CNR 2002

## Storia
Pelago, per la sua collocazione geografica, fu popolata fin dalla preistoria e, nelle epoche successive, non mancarono di stabilirvisi prima gli etruschi e poi i romani. Nel medioevo la morfologia del terreno fu un luogo naturale per lo sviluppo di torri, castelli, ville e case coloniche. Lo stesso centro storico di Pelago è sorto attorno al castello dei Conti Guidi (la cui presenza è documentata già nel 1089). In realtà la proprietà del castello era dei Cattanei, probabilmente loro vassalli. Pelago fu successivamente teatro di scontri tra guelfi e ghibellini.

### Simboli
Lo stemma e il gonfalone sono stati concessi con decreto del presidente della Repubblica del 5 febbraio 1988.
Parte dello stemma riprende il blasone della famiglia Cattani da Diacceto (troncato d'oro e di nero, al leone dell'uno all'altro, accollato da un lambello a quattro (o cinque) pendenti di rosso). Le due stelle che accompagnano il castello nel capo rappresentano le comunità di Diacceto e Pelago.
Il gonfalone è un drappo partito di rosso e di bianco.

## Monumenti e luoghi d'interesse

### Architetture religiose
- Pieve di San Clemente: Pieve dal 1413 ha subito numerosi restauri tanto che della primitiva chiesa romanica non ne è rimasta alcuna traccia. All'interno della chiesa in una nicchia ricavata nella pietra serena è situata il fonte battesimale. L'opera risale al XVIII secolo. All'interno è inoltre possibile ammirare l'altare in scagliola del 1695; è anche presente un museo di arte sacra.
- Oratorio del Santissimo Crocifisso: L'edificio del quattrocento fu strutturato una prima volta nel 1738 ma è con il secondo restauro degli anni trenta che perde i propri caratteri originali dopo essere stato allargato e sopraelevato.
- Pieve di San Lorenzo a Diacceto: Ricordata come pieve già dal 1073 con il titolo di San Jerusalem, fu chiesa madre dell'importante piviere di Diacceto.
- Chiesa di San Francesco a San Francesco: Questa antica chiesa presenta un'unica navata molto ampia con il presbiterio rialzato. Si trova in Piazza Giuseppe Verdi, attigua alla vicina Pontassieve
- Chiesa di Santa Margherita a Tosina: Appartiene a questa chiesa un trittico di Mariotto di Nardo, datato 1388, raffigurante la Madonna in trono col Bambino e santi.
- Chiesa di San Pietro a Ferrano: Ricordata come dipendenza del piviere di Diacceto già dal XII secolo, ebbe dal 1364 il patronato della famiglia degli Albizi.
- Chiesa di Santa Maria a Ferrano: Dal XIV secolo vi appare come patrona la famiglia degli Albizi.
- Chiesa di San Niccolò a Magnale: Anticamente chiesa del castello, ricordata già nel secolo XI, si presenta oggi con un aspetto settecentesco.
- Chiesa di San Martino a Pagiano: la piccola chiesa, di origine medievale, è stata completamente trasformata agli inizi del Novecento, ma conserva al suo interno un trittico di Niccolò di Pietro Gerini.
- Chiesa di San Lorenzo a Fontisterni: di origine probabilmente romanica e trasformata prima nel Cinquecento, e poi nel 1939-1940, vi si trova un tabernacolo robbiano del Cinquecento e due tele secentesche anonime.[7]
- Grancia vallombrosana di Paterno: nella cappella era custodita una tavola di Maso da San Friano con la Madonna col Bambino e i Santi Giovanni Gualberto e Bernardo degli Uberti, oggi al Museo del Cenacolo di San Salvi.[8]
- Monastero di Sant'Ellero: l'antico monastero di Sant'Ilario in Alfiano sorse in epoca altomedioevale e fu poi fortificato con un castello, la cui alta torre sovrasta la frazione omonima. Il complesso, oggi proprietà privata, conserva la chiesa, trasformata nel Settecento, le celle, l'antico chiostro e le gallerie. Tra Seicento e Settecento fu trasformata in villa.[9]

### Architetture civili
- Palazzo Stupan: situato nel centro storico è appartenuto ai Cattani.
- Municipio: nel 1922 il comune di Pelago acquista quello che resta dell'edificio appartenuto a Cattani da Diacceto. Dopo un consistente restauro che preserva il disegno del nucleo originale della fortificazione, la costruzione diventa la sede del Municipio.

### Architetture militari
- Castello Nipozzano: costruito attorno al secolo XI, faceva parte di un sistema di castelli che controllavano la confluenza di Arno e Sieve.

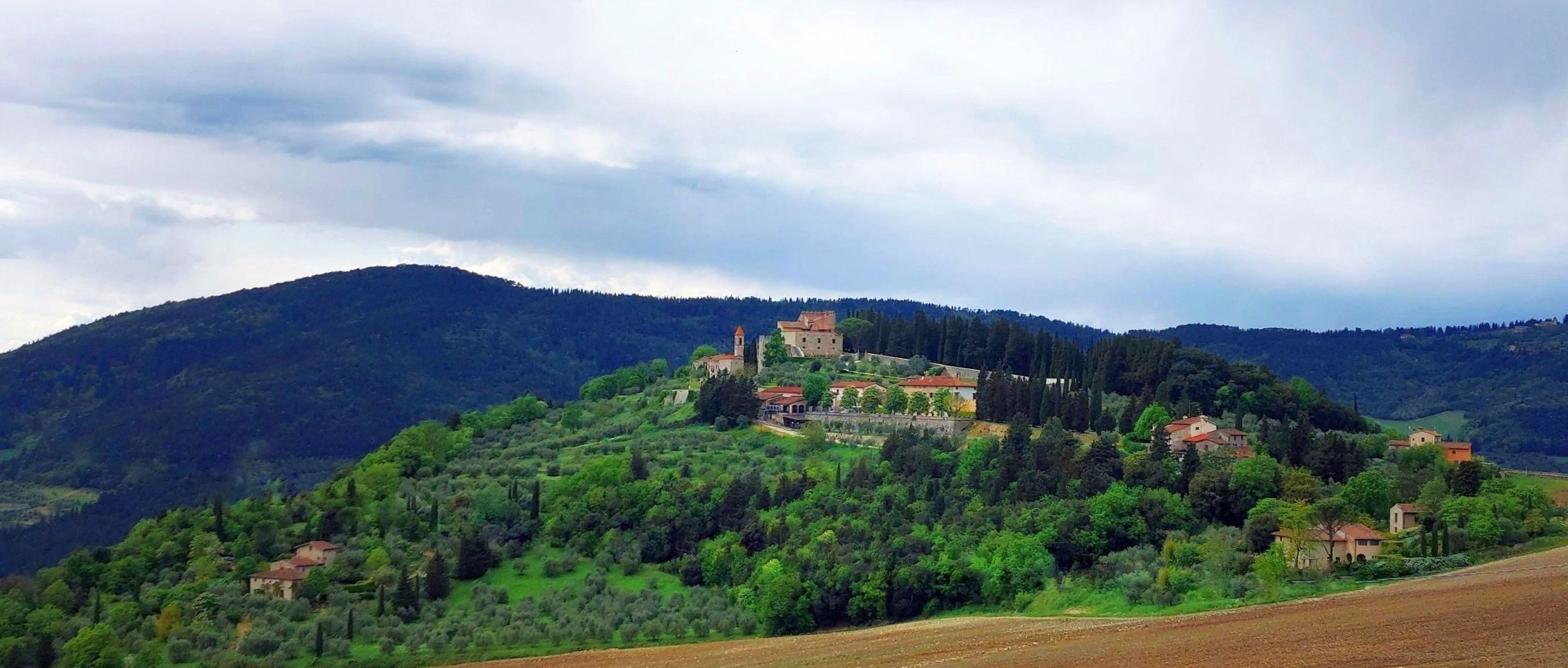
Il borgo con il Castello di Nipozzano

- Castello Cattani da Diacceto: nel 1248 si rifugiano in questo castello alcuni guelfi fuggiti da Firenze e incalzati dai ghibellini di Federico II. Successivamente a tale periodo la Diocesi di Fiesole contesta la proprietà ai Cattanei (probabili vassalli dei Guidi). Tale controversia si risolverà a sfavore della Diocesi solo nel 1445.

- Castello di Magnale: antico castello quasi completamente scomparso, di cui rimane la chiesa pertinente.

- Castello di Ferrano in località Ferrano La Noce, 29.

### Percorso guidato centro storico

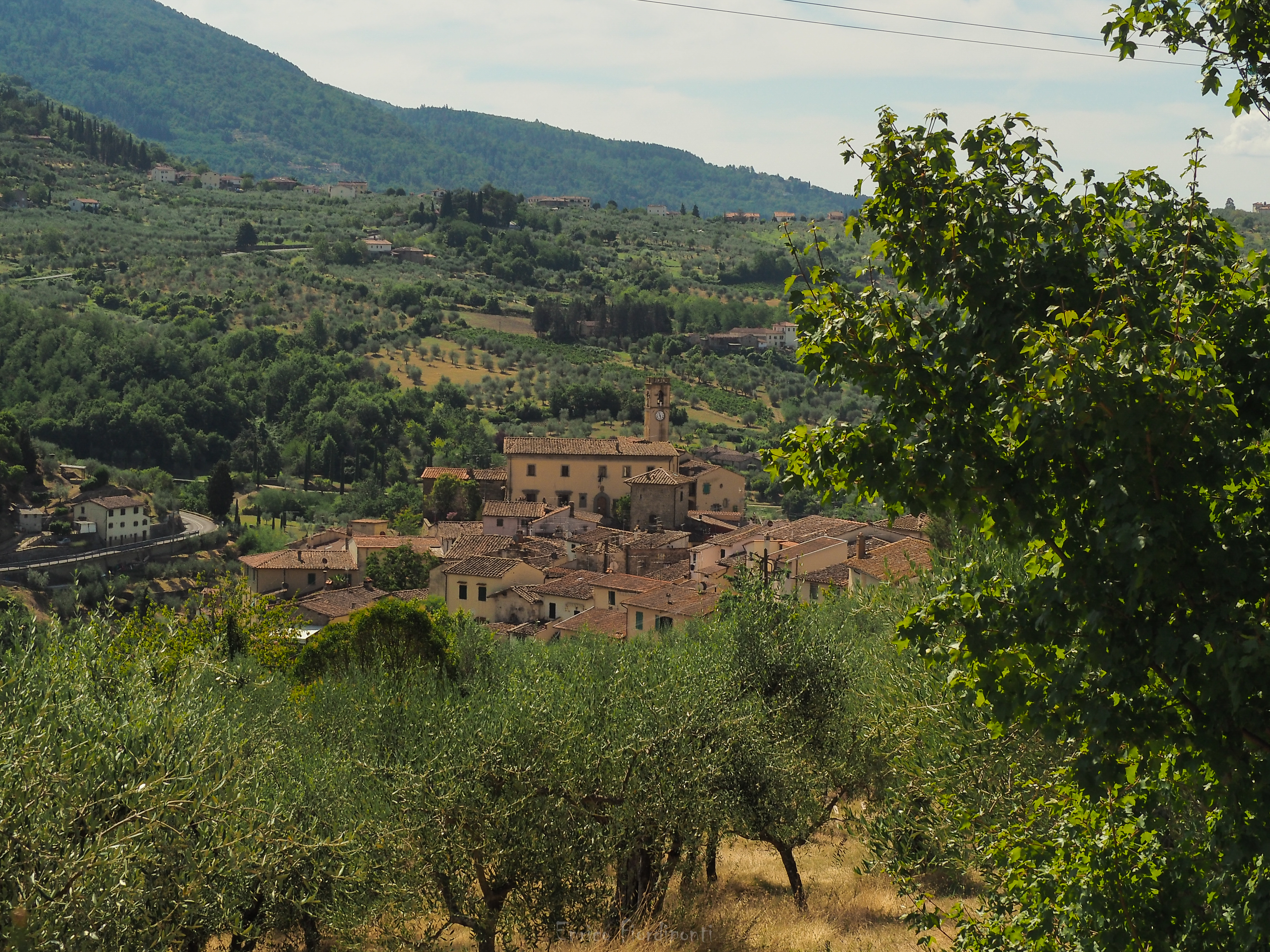
Pelago che si innalza sulle campagne circostanti. E' ancora possibile osservare l'assetto dell'antico castello medievale trasformato poi in Palazzo nel corso del XVI-XVII secolo

A Pelago è possibile fruire del percorso guidato costituito da 9 leggii informativi in cui si può scoprire la storia antica e recente del paese di Pelago. I leggii sono dotati di Qrcode che permettono di fruire il percorso anche a stranieri con l'attivazione del testo in Inglese, a ciechi ed ipovedenti con l'attivazione della lettura del testo del leggio e a chi volesse fruire il percorso guidato con un'esperienza più immersiva grazie all'attivazione del video in cui il personaggio di Guidalotto Cattani, antico signore di Pelago, guiderà il visitatore nella storia di Pelago. 
Tale percorso è stato realizzato dall'Ecomuseo Montagna Fiorentina - Gruppo Perché No? con il patrocinio del Comune di Pelago e il finanziamento della Fondazione CR Firenze

## Società

### Evoluzione demografica
Abitanti censiti

### Etnie e minoranze straniere
Secondo i dati ISTAT al 31 dicembre 2010 la popolazione straniera residente era di 458 persone. Le nazionalità maggiormente rappresentate in base alla loro percentuale sul totale della popolazione residente erano:
- Albania 147 1,91%
- Romania 89 1,16%

## Economia
I panni rustici in lana sono stati, nel passato, una delle fonti principali dell'economia di Pelago; di recente a tale produzione si è affiancata quella del lino e della canapa. Risulta importante anche l'apporto della produzione di laterizi attraverso la presenza di fornaci costruite per l'occorrenza, col tempo però le attività agricole sono diventate le principali fonti di sostentamento dell'economia. Ne sono un esempio i prodotti del bosco, le patate, l'olio e il vino. Anche l'allevamento del bestiame in generale e in particolare dei suini rappresentano una voce economica non trascurabile.

Chiudono le attività artigiane con la produzione di ferro battuto, mobili, ceramiche, infissi e abbigliamento.
Un trattamento a parte richiede il turismo che offre sia la vacanza classica di montagna che le nuove frontiere del turismo montano come l'agriturismo e il turismo culturale. 

## Amministrazione
- Cap: 50060 Pelago (capoluogo), 50060 Borselli, 50060 Consuma, 50060 Diacceto, 50065 San Francesco, 50060 Pelago (altre frazioni)

Di seguito è presentata una tabella relativa alle amministrazioni che si sono succedute in questo comune.
| Periodo        | Periodo        | Primo cittadino   | Partito                                                        | Carica  | Note   |
| -------------- | -------------- | ----------------- | -------------------------------------------------------------- | ------- | ------ |
| 29 giugno 1985 | 27 luglio 1990 | Paolo Michelacci  | Partito Comunista Italiano                                     | Sindaco | [ 11 ] |
| 2 agosto 1990  | 24 aprile 1995 | Paolo Michelacci  | Partito Comunista Italiano, Partito Democratico della Sinistra | Sindaco | [ 11 ] |
| 24 aprile 1995 | 14 giugno 1999 | Paolo Michelacci  | centro-sinistra                                                | Sindaco | [ 11 ] |
| 14 giugno 1999 | 14 giugno 2004 | Marcello Ulivieri | centro-sinistra                                                | Sindaco | [ 11 ] |
| 15 giugno 2004 | 8 giugno 2009  | Marcello Ulivieri | centro-sinistra                                                | Sindaco | [ 11 ] |
| 8 giugno 2009  | 27 maggio 2014 | Renzo Zucchini    | centro-sinistra                                                | Sindaco | [ 11 ] |
| 27 maggio 2014 | maggio 2019    | Renzo Zucchini    | centro-sinistra: per Pelago                                    | Sindaco | [ 11 ] |
| maggio 2019    | in carica      | Nicola Povoleri   | centro-sinistra                                                | Sindaco | [ 11 ] |

### Gemellaggi
- Modautal, Germania, dal 2006[12]

## Sport

### Basket
Nella frazione di San Francesco ha sede l'ASD VALDISIEVE, che milita nel campionato di Serie C di Basket

### Calcio
La principale squadra di calcio della città è l'U.S.D. Pelago che milita nel girone H di Seconda Categoria.